# Deutsches St. Leger

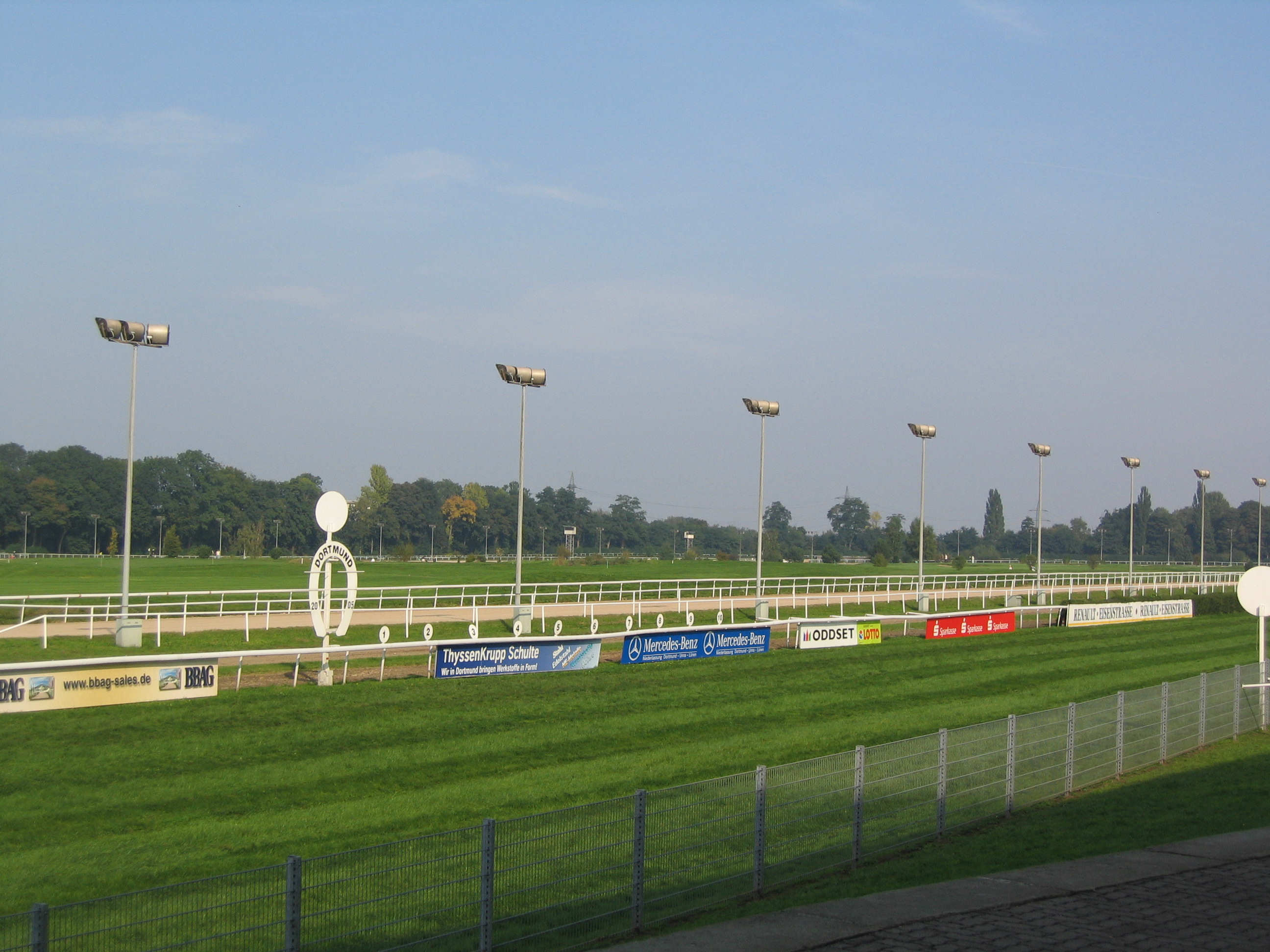
Galopprennbahn Dortmund

Das Deutsche St. Leger ist ein seit 1881 ausgetragenes traditionelles Galopprennen und wird heute auf der Galopprennbahn in Dortmund ausgetragen. Das Rennen geht über eine Distanz von 2.800 Metern. Veranstalter ist der Dortmunder Rennverein. Das Rennen fand bis 1908 in Hannover, bis 1933 auf der Rennbahn Grunewald und bis 1946 auf der Galopprennbahn Hoppegarten statt, wobei es in den Jahren 1914, 1915, 1945 und 1946 nicht ausgetragen wurde. Seit 1947 ist Dortmund der Austragungsort, mit Ausnahme der Jahre 1948 und 1949 (Düsseldorf) und 1953 (Krefeld).
Das Rennen ist nach Anthony St. Leger benannt, der das englische Pendant dieses Rennens 1776 gegründet hat.
Das Deutsche St. Leger gehört mit dem Mehl-Mülhens-Rennen – German 2000 Guineas über 1600 m in Köln und dem über 2.400 Meter ausgetragenen Deutschen Derby in Hamburg-Horn zu den wichtigsten, jährlich ausgetragenen Galoppsportereignissen in Deutschland. Zusammen bilden diese drei Rennen die sogenannte Triple Crown.
Bis einschließlich 2006 waren in diesem Rennen ausschließlich dreijährige Pferde startberechtigt. Seit 2007 dürfen – wie in einigen internationalen Pendants – auch vierjährige und ältere Pferde antreten. Diese Maßnahme wurde aufgrund des zunehmenden Startermangels in diesem Rennen getroffen. Der mittlerweile verunglückte El Tango konnte sich dadurch 2007 sowohl als erster nicht-dreijähriger Sieger, als auch als erstes Pferd, das dieses Rennen zweimal gewann, in die Siegerliste eintragen.
Bis 2005 war das Rennen noch ein Gruppe-2-Rennen, 2006 wurde es auf Gruppe 3 zurückgestuft.

## Sieger seit 1970
| Jahr | Sieger          | Alter | Jockey                | Trainer               | Zeit    |
| 1970 | Lombard         | 3     | Fritz Drechsler       | Heinz Jentzsch        | 3:01.60 |
| 1971 | Madruzzo        | 3     | John Gorton           | Arthur-Paul Schlaefke | 3:07.00 |
| 1972 | Arratos         | 3     | Horst Horwart         | Heinz Jentzsch        | 3:19.50 |
| 1973 | Tannenberg      | 3     | Geoff Lewis           | Heinz Gummelt         | 3:05.30 |
| 1974 | Marduk          | 3     | Peter Remmert         | Hein Bollow           | 3:08.20 |
| 1975 | Windwurf        | 3     | Jerzy Jednaszewski    | Heinz Gummelt         | 3:00.30 |
| 1976 | Stuyvesant      | 3     | Joan Pall             | Heinz Jentzsch        | 3:00.40 |
| 1977 | La Tour         | 3     | Peter Alafi           | Sven von Mitzlaff     | 2:57.00 |
| 1978 | Donat           | 3     | Georg Bocskai         | Bruno Schütz          | 3:02.80 |
| 1979 | Königsstuhl     | 3     | Peter Alafi           | Sven von Mitzlaff     | 3:01.20 |
| 1980 | Wauthi          | 3     | Peter Remmert         | Theo Grieper          | 3:03.40 |
| 1981 | Index           | 3     | Ralf Suerland         | Heinz Jentzsch        | 3:05.10 |
| 1982 | Anno            | 3     | Georg Bocskai         | Heinz Jentzsch        | 2:59.10 |
| 1983 | Ordos           | 3     | Peter Alafi           | Sven von Mitzlaff     | 2:58.20 |
| 1984 | Las Vegas       | 3     | Peter Alafi           | Sven von Mitzlaff     | 3:13.10 |
| 1985 | Kamiros         | 3     | Peter Alafi           | Sven von Mitzlaff     | 3:02.20 |
| 1986 | Prairie Neba    | 3     | Billy Newnes          | Uwe Ostmann           | 2:55.90 |
| 1987 | Gondola         | 3     | Peter Remmert         | Hein Bollow           | 3:02.40 |
| 1988 | Britannia       | 3     | Lutz Mäder            | Bruno Schütz          | 3:02.40 |
| 1989 | Klassiker       | 3     | Manfred Hofer         | Bruno Schütz          | 3:07.80 |
| 1990 | Elsurimo        | 3     | Andrzej Tylicki       | Bruno Schütz          | 3:10.50 |
| 1991 | All Top         | 3     | Mark Rimmer           | Bruno Schütz          | 3:01.70 |
| 1992 | Non Partisan    | 3     | Paul Eddery           | André Fabre           | 2:55.60 |
| 1993 | Pinot           | 3     | Andre Best            | Bruno Schütz          | 3:12.90 |
| 1994 | Caballo         | 3     | Andrzej Tylicki       | Heinz Jentzsch        | 3:02.40 |
| 1995 | First Hello     | 3     | Torsten Mundry        | Peter Rau             | 3:05.50 |
| 1996 | Wurftaube       | 3     | Kevin Woodburn        | Harro Remmert         | 3:02.30 |
| 1997 | Ungaro          | 3     | Terence Hellier       | Hans-Albert Blume     | 2:53.00 |
| 1998 | Laveron         | 3     | Torsten Mundry        | Peter Rau             | 3:07.11 |
| 1999 | Win for Us      | 3     | Piotr Piatkowski      | Peter Schiergen       | 3:14.11 |
| 2000 | Moonlady        | 3     | Kevin Woodburn        | Harro Remmert         | 3:19.29 |
| 2001 | Fair Question   | 3     | Davy Bonilla          | John Dunlop           | 3:07.40 |
| 2002 | Liquido         | 3     | Andreas Helfenbein    | Horst Steinmetz       | 3:03.54 |
| 2003 | Royal Fantasy   | 3     | Lennart Hammer-Hansen | Horst Steinmetz       | 3:08.61 |
| 2004 | Darsalam        | 3     | Filip Minarik         | Arslangirey Shavuyev  | 3:04.01 |
| 2005 | El Tango        | 3     | William Mongil        | Peter Schiergen       | 3:02.72 |
| 2006 | Schiaparelli    | 3     | Andrasch Starke       | Peter Schiergen       | 3:03.43 |
| 2007 | El Tango        | 5     | Andrasch Starke       | Peter Schiergen       | 3:10.14 |
| 2008 | Valdino         | 3     | Terence Hellier       | Uwe Ostmann           | 3:09.0  |
| 2009 | Sassoaloro      | 5     | Terence Hellier       | Hans-Albert Blume     | 3:02.7  |
| 2010 | Val Mondo       | 3     | Andreas Helfenbein    | Uwe Ostmann           | 3:04.0  |
| 2011 | Fox Hunt        | 4     | Silvestre de Sousa    | Mark Johnston         | 3:10.3  |
| 2012 | Altano          | 6     | Eduardo Pedroza       | Dr. Ingrid Hornig     | 3:03,1  |
| 2013 | Hey Little Görl | 3     | Andreas Helfenbein    | Markus Klug           | 3:02,8  |
| 2014 | Kaldera         | 3     | Eddy Hardouin         | Paul Harley           | 3:11,8  |
| 2015 | Virginia Sun    | 4     | Adrie de Vries        | Jens Hirschberger     | 3:13,8  |
| 2016 | Near England    | 3     | Andreas Helfenbein    | Markus Klug           | 2:56,9  |
| 2017 | Oriental Eagle  | 3     | Jack Mitchell         | Jens Hirschberger     | 3:07,5  |
| 2018 | Sweet Thomas    | 6     | Stefan Hellyn         | Andreas Suborics      | 2:56,6  |
| 2019 | Ispolini        | 4     | James Doyle           | Charles Appleby       | 2:57,08 |
| 2020 | Quian           | 4     | Lukas Delozier        | Peter Schiergen       |         |
| 2021 | Aff un zo       | 3     | Adrie de Vries        | Markus Klug           |         |
| 2022 | Tünnes          | 3     | Bauyrzhan Murzabayev  | Peter Schiergen       |         |
| 2023 | Lordano         | 4     | René Piechulek        | Marcel Weiß           |         |
| 2024 | Prydwen         | 6     | Callum Shepherd       | George Scott          | 3:02,45 |

## Frühere Sieger
| - 1881: Blue Monkey - 1882: Marie - 1883: Maria - 1884: Vinea - 1885: Picollos - 1886: Antagonist - 1887: Pumpernickel - 1888: Padischah - 1889: Battenberg - 1890: Glöcknerin - 1891: Martigny - 1892: Dorn - 1893: Wahlstatt - 1894: Hannibal - 1895: Waschfrau - 1896: Dahlmann - 1897: Geranium - 1898: Vollmond - 1899: Namouna - 1900: Rachenputzer - 1901: Tuki - 1902: Hamilkar - 1903: Laurin - 1904: Real Scotch - 1905: Zenith - 1906: Hammurabi - 1907: Hildegard - 1908: Horizont - 1909: Fervor / Glockenspiel * | - 1910: Cola Rienzi - 1911: Royal Flower - 1912: Royal Blue - 1913: Orchidee - 1914–15: nicht ausgetragen - 1916: Adresse - 1917: Aversion - 1918: Prunus - 1919: Abschluss - 1920: Herold - 1921: Ossian - 1922: Abgott - 1923: Ganelon - 1924: Hornbori - 1925: Weissdorn - 1926: Lampos - 1927: Eisenkanzler - 1928: Lupus - 1929: Graf Isolani - 1930: Gregor - 1931: Wolkenflug - 1932: Mio d’Arezzo - 1933: Arjaman - 1934: Blinzen - 1935: Ricardo - 1936: Wahnfried - 1937: Abendfrieden - 1938: Marschall Vorwärts - 1939: Octavianus | - 1940: Samurai - 1941: Alejana - 1942: Gradivo - 1943: Aufbruch - 1944: Yngola - 1945–46: nicht ausgetragen - 1947: Aikern - 1948: Angeber - 1949: Aubergine - 1950: Asterios - 1951: Jonkheer - 1952: Tasman - 1953: Naras - 1954: Nardus - 1955: Masetto - 1956: Bernardus - 1957: Adios - 1958: Agio - 1959: Ordinate - 1960: Wicht - 1961: Baalim - 1962: Sudan - 1963: Nobel - 1964: Marinus - 1965: Waidwerk - 1966: Bandit - 1967: Luciano - 1968: Ballyboy - 1969: Basalt |

- Das Rennen von 1909 war ein totes Rennen mit zwei Siegern.